# Open du Japon de tennis de table
Pour les articles homonymes, voir Open du Japon.
L'Open du Japon est un tournoi international de tennis de table au Japon qui a lieu régulièrement depuis 1989. Il est organisé par l'Association japonaise de tennis de table.
Depuis 1995 , le tournoi s'appelle la « Coupe Ogimura » en l'honneur d' Ichirō Ogimura, qui a été président de l'ITTF .
A partir de 1996, c'est également une étape du Pro-tour de tennis de table organisée par la fédération internationale de tennis de table.
L'édition 2009 s'est déroulée du 11 au 14 juin 2009 à Wakayama. C'est le coréen Oh Sang-eun qui remporte le titre alors qu'il était tête de série n°3. Il s'est imposé face au jeune allemand Patrick Baum. Chez les filles, c'est la représentante de la Corée du nord Park Mi-young, brillante défenseuse qui s'impose devant la japonaise Sayaka Hirano. En double masculin, Jun Mizutani et Seiya Kishikawa qui s'étaient imposés la semaine précédente à L'Open de Chine ITTF remportent une nouvelle compétition. Sayaka Hirano se sera consolée en double féminin en remportant le titre avec sa camarade Reiko Hiura.
En l'absence des meilleurs chinois, l'allemand Timo Boll remporte l'édition 2010.
Le World Tour est arrêté fin 2020 et est remplacé par les épreuves de la WTT marquant la fin des "tournois open" de l'ITTF. En 2025, est organisé le premier WTT Champions de Yokohama, prenant ainsi la suite de l'Open du Japon.

## Palmarès

### Open du Japon
| année | simple messieurs     | double messieurs | simple dames                  | double dames               |
| ----- | -------------------- | ---------------- | ----------------------------- | -------------------------- |
| 1989  | Ma Wenge             | Chan Tan Lui     | Kiyoshi Saito Yuji Matsushita | Hu Xiaoxin Qiao Hong       |
| 1990  | Jan-Ove Waldner      | Chen Zihe        | Erik Lindh Jörgen Persson     | Deng Yaping Li Jun         |
| 1991  | Jan-Ove Waldner      | Deng Yaping      | Wang Yonggan Yu Shentong      | Deng Yaping Qiao Hong      |
| 1992  | Wang Tao             | Deng Yaping      | Ma Wenge Yu Shentong          | Hong Cha-ok Hyun Jung-hwa  |
| 1993  | Wang Tao             | Chai Po Wa       | Lü Lin Wang Tao               | Kim Boon-sik Park Hae-jung |
| 1994  | Wenguan Johnny Huang | Tang Weiyi       | Non décerné                   | Non décerné                |
| 1995  | Ding Song            | Park Hae-jung    | Non décerné                   | Non décerné                |

| année           | simple messieurs  | double messieurs             | simple dames  | double dames                 | double mixte                | U21 messieurs     | U21 dames       |
| --------------- | ----------------- | ---------------------------- | ------------- | ---------------------------- | --------------------------- | ----------------- | --------------- |
| 1996 Fukuoka    | Ding Song         | Kang Hee-chan Kim Taek-soo   | Qiao Hong     | Park Hae-jung Ryu Ji-hae     | Non décerné                 | Non décerné       | Non décerné     |
| 1997            | Jan-Ove Waldner   | Yan Sen Wang Liqin           | Wang Chen     | Ryu Ji-hae Lee Eun-sil       | Non décerné                 | Non décerné       | Non décerné     |
| 1998            | Kong Linghui      | Ma Lin Wang Tao              | Li Ju         | Li Ju Wang Nan               | Non décerné                 | Non décerné       | Non décerné     |
| 1999            | Vladimir Samsonov | Qin Zhijian Ma Lin           | Wang Nan      | Sun Jin Yang Ying            | Non décerné                 | Non décerné       | Non décerné     |
| 2000            | Wang Liqin        | Liu Guoliang Kong Linghui    | Wang Nan      | Sun Jin Yang Ying            | Non décerné                 | Non décerné       | Non décerné     |
| 2001            | Chiang Peng-Lung  | Ma Lin Wang Hao              | Wang Nan      | Kim Bok-rae Kim Kyung-ah Ah  | Non décerné                 | Non décerné       | Non décerné     |
| 2002            | Kalinikos Kreanga | Akira Kito Toshio Tasaki     | Kim Kyung-ah  | Jing Junhong Li Jiawei       | Non décerné                 | Non décerné       | Non décerné     |
| 2003            | Timo Boll         | Ma Lin Chen Qi               | Guo Yue       | Niu Jianfeng Guo Yue         | Non décerné                 | Christian Süss    | Laura Robertson |
| 2004            | Chen Qi           | Wang Liqin Yan Sen           | Zhang Yining  | Guo Yue Niu Jianfeng         | Non décerné                 | Seiya Kishikawa   | Yi-Hua Huang    |
| 2005            | Timo Boll         | Timo Boll Christian Süss     | Zhang Yining  | Bai Yang Cao Zhen            | Non décerné                 | Zi Yang           | Yuka Ishigaki   |
| 2006            | Wang Liqin        | Ma Lin Wang Hao              | Wang Yuegu    | Tie Yana Zhang Rui           | Non décerné                 | Hung-Chieh Chiang | Qiangbing Li    |
| 2007            | Wang Hao          | Chen Qi Wang Liqin           | Wang Nan      | Guo Yue Zhang Yining         | Non décerné                 | Jun Mizutani      | Yuka Ishigaki   |
| 2008            | Ma Lin            | Chine                        | Zhang Yining  | Chine                        | Non décerné                 | Non décerné       | Non décerné     |
| 2009            | Oh Sang-Eun       | Seiya Kishikawa Jun Mizutani | Park Mi Young | Sayaka Hirano Reiko Hiura    | Non décerné                 | Hidetoshi Oya     | Yu Meng Yu      |
| 2010            | Timo Boll         | Kenta Matsudaira Koki Niwa   | Wang Yuegu    | Yuka Ishigaki Yuri Yamanashi | Non décerné                 | Lin Gaoyuan       | Fangxian Yi     |
| 2011 Kobe       | Seiya Kishikawa   | Lin Gaoyuan Wu Jiaji         | Feng Tianwei  | Hiroko Fujii Misako Wakamiya | Non décerné                 | Hang Yin          | Jeon Ji-hee     |
| 2012 Kobe       | Jun Mizutani      | Kim Min-seok Seo Hyun-deok   | Yanfei Shen   | Hiroko Fujii Misako Wakamiya | Non décerné                 | Jung Young-sik    | Kasumi Ishikawa |
| 2013 Yokohama   | Masato Shiono     | Jin Ueda Maharu Yoshimura    | Ai Fukuhara   | Gu Yuting Zhou Xintong       | Non décerné                 | Xu Chenhao        | Xiaoxi Che      |
| 2014 Yokohama   | Yu Ziyang         | Seiya Kishikawa Jun Mizutani | Feng Tianwei  | Ai Fukuhara Misako Wakamiya  | Non décerné                 | Hugo Calderano    | Sakura Mori     |
| 2015 Kobe       | Xu Xin            | Ma Long Xu Xin               | Chen Meng     | Wu Yang Liu Fei              | Non décerné                 | Yuya Oshima       | Hitomi Sato     |
| 2016 Tokyo      | Xu Xin            | Ma Long Xu Xin               | Liu Shiwen    | Ding Ning Li Xiaoxia         | Non décerné                 | Tomokazu Harimoto | Zeng Jian       |
| 2017 Tokyo      | Ma Long           | Ma Long Xu Xin               | Sun Yingsha   | Chen Xingtong Sun Yingsha    | Non décerné                 | Lim Jong-hoon     | Umemura Yuka    |
| 2018 Kitakyushu | Tomokazu Harimoto | Jung Young-sik Lee Sang-su   | Mima Ito      | Gu Yuting Mu Zi              | Liang Jingkun Chen Xingtong | Non décerné       | Non décerné     |
| 2019 Sapporo    | Xu Xin            | Fan Zhendong Xu Xin          | Sun Yingsha   | Chen Meng Liu Shiwen         | Xu Xin Zhu Yuling           | Non décerné       | Non décerné     |

### Open du Japon par équipes
| Year | Men's Team     | Women's Team |
| ---- | -------------- | ------------ |
| 1989 | Czechoslovakia | China        |
| 1990 | Sweden         | China        |
| 1991 | Sweden         | China        |
| 1992 | China          | China        |
| 1994 | China          | China        |
| 1995 | South Korea    | South Korea  |
| 2008 | China          | China        |

### Tournois WTT series
| Année & Lieu  | Tournoi                     | Simple messieurs  | Simple dames  |
| ------------- | --------------------------- | ----------------- | ------------- |
| 2025 Yokohama | WTT Champions Yokohama (de) | Tomokazu Harimoto | Chen Xingtong |